# Главный кооперативный комитет при СНК УССР
Главный кооперативный комитет при СНК УССР (Главкооперком)- организация создана на основании положения СНК УССР от 6 июня 1921 года "О Главном кооперативном комитете". Имел разветвлённую сеть кооперативных организаций на местах. 
Функция Главкооперкома и его местных органов заключалась в управлении всеми видами кооперации в Украине, контроле за их деятельностью. Главкооперком и его губернские и окружные комитеты имели в своём составе реестровые, юридические, кодификационные комиссии с правом разработки и представления проектов законодательных актов о совершенствовании и развитии кооперативного дела в Украине. Они могли ликвидировать, реорганизовывать, образовывать новые кооперативные организации и объединения. Главкооперком и его местные органы и некоторые кооперативные структуры имели свои уставы.
Деятельность центральных и местных кооперкомов способствовала развитию кооперативного строительства. Утверждение централизованного государственного управления в конце 1920-х гг. привело к сворачиванию деятельности рыночных институтов. 23 марта 1931 года Головкооперком и его органы на местах были ликвидированы.